# Lobocleta sencilla
Lobocleta sencilla är en fjärilsart som beskrevs av Paul Dognin 1901. Lobocleta sencilla ingår i släktet Lobocleta och familjen mätare. Inga underarter finns listade i Catalogue of Life.